# Świniokształtne
Świniokształtne (Suina) – podrząd ssaków z rzędu parzystokopytnych (Atriodactyla).
Tradycyjnie do świniokształtnych zaliczano wszystkożerne parzystokopytne nieprzeżuwające (nazwa nieprzeżuwające była również uznawana za synonim tej grupy), co wiąże się z takimi cechami anatomicznymi, jak jednokomorowy żołądek czy guzkowate zęby trzonowe. Charakterystyczną cechą jest też masywna budowa ciała i czteropalczaste, krótkie kończyny. W pewnym momencie odkryto, że hipopotamy, zaliczane wówczas do świniokształtnych, mają złożony żołądek i przeżuwają pokarm (w sposób odmienny niż typowe przeżuwacze).

## Tradycyjna systematyka
Wedle tradycyjnego ujęcia systematyki ssaków świniokształtne to podrząd w rzędzie parzystokopytne. Dzieli się je na podrzędy. Pierwszy z nich to właśnie świniokształtne, do których zaliczają się świniowate i pekariowate. Następny podrząd wielbłądokształtnych tworzy rodzina wielbłądowatych. Trzeci podrząd to przeżuwacze. Zaliczają się do nich kanczylowate, piżmowcowate, jeleniowate, widłorogowate, żyrafowate, wołowate, ponadto zaś rodziny wymarłe.
Odrębny podrząd ssaków stanowią wedle tego ujęcia walenie, również podzielone na podrzędy: fiszbinowców, zębowców i prawaleni.

## Zmiany w systematyce

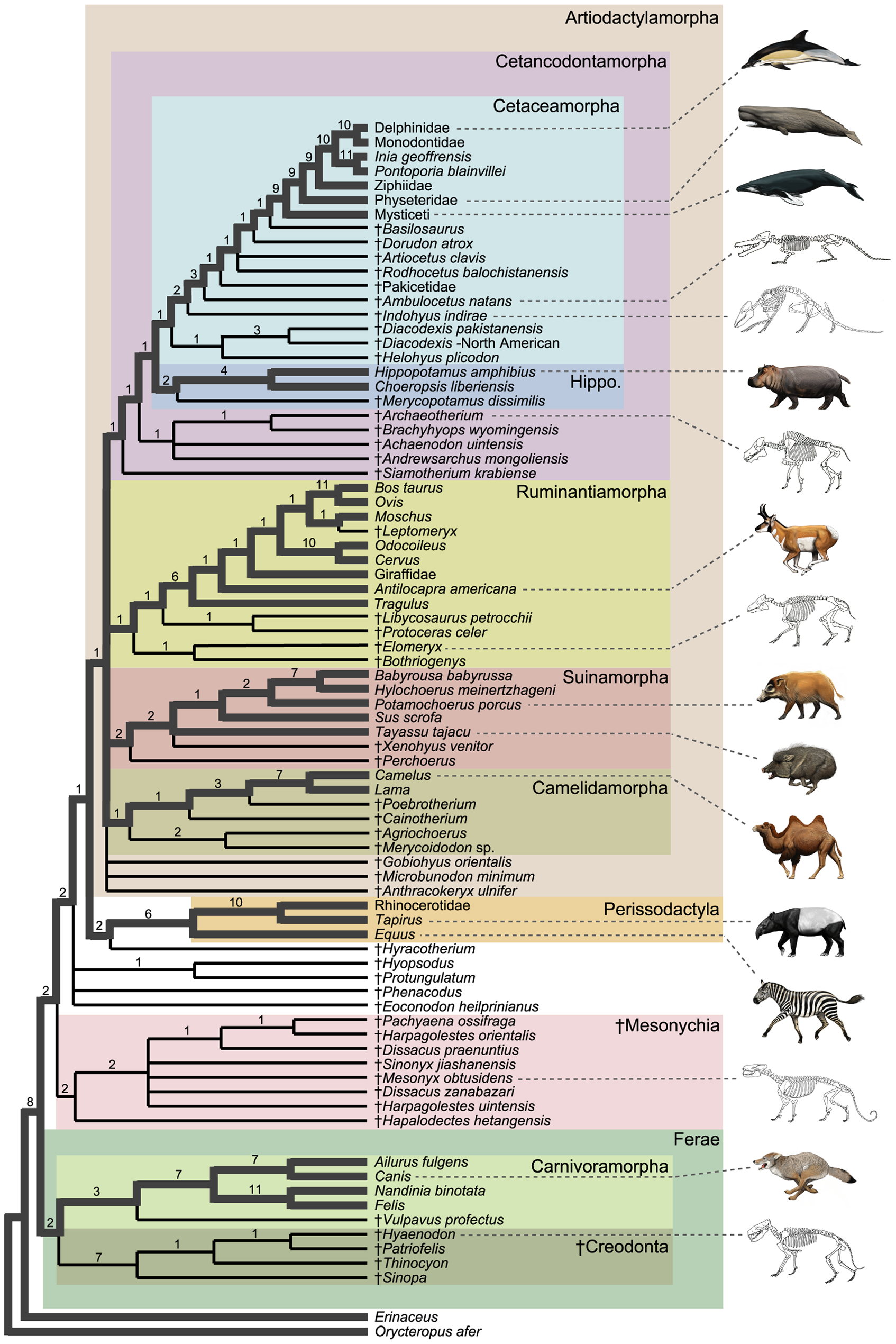
Kladogram (na podstawie Spaulding, O’Leary, Gatesy, 2009)

Odkrycie różnic w sposobie trawienia pokarmu przez hipopotamy i pozostałe świniokształtne nie miało wpływu na powyższą systematykę. Zaczęła ona ulegać zmianom dopiero dzięki poszukiwaniom przodków waleni. Nie ulegało wątpliwości, iż należy ich szukać pośród ssaków żyjących na lądzie, które dopiero wtórnie wykształciły przystosowania do środowiska wodnego, upodabniając się do innych zwierząt wodnych na drodze konwergencji. Wśród możliwych przodków waleni wymieniano parzystokopytne bądź ich bliskich krewnych. Pomysły te potwierdzone zostały badaniami genetycznymi. W 1994 opublikowano pracę pokazującą bliskie pokrewieństwo waleni (reprezentowanych w badaniu przez kilka gatunków) i przeżuwaczy (bydło domowe) – grupy te były sobie wzajemnie bliższe, niż świniokształtnym (w badaniu brała udział świnia domowa). Wynik ten nie zgadzał się z systematyką łączącą przeżuwacze i świniokształtne w jednym rzędzie, z waleniami w drugim. W tym samym roku pojawiła się też inna praca, autorstwa Irwina i Árnasona, opierająca się na sekwencjonowaniu genu kodującego cytochrom b. W badaniu tym uwzględniono także hipopotama. Wynik pozostawał w sprzeczności z dotychczas stosowaną klasyfikacją: hipopotamy i walenie są sobie bliższe, niż jakimkolwiek innym uwzględnionym w pracy ssakom.
W rezultacie tych badań w 1999 hipopotamy włączono razem z waleniami do kladu Whippomorpha, razem z przeżuwaczami tworzącym klad Cetruminantia. Rzeczone Cetruminantia miały być grupą siostrzaną kladu zawierającego świnie (w pracy Waddela et al. tworzącej nowe nazwy pisano o świniowatych), razem z którymi tworzyły klad Artiofabula. Odmienne stanowisko prezentuje zespół Spaulding. Hipopotamy zalicza wraz z waleniami do Cetancodonta (synonim Whippomorpha), a Cetancodonta do Cetancodontamorpha. Świniokształtne definiuje jako najwęższy klad zawierający dzika euroazjatyckiego i pekariowca obrożnego. Klad ten, zdefiniowany sposobem node, zalicza się do większego, odpowiadającego mu kladu typu stem, Suinamorpha, do którego zaliczają się wszystkie taksony bliższe współczesnym świniokształtnym niż jakimkolwiek innym gatunkom. Cetancodontamorpha i Suinamorpha wraz z Ruminantiamorpha i Camelidamorpha tworzą 4 wielkie pozostające w politomii klady w obrębie Artiodactylamoprha.

### Podział systematyczny
Do podrzędu należy jedna występująca współcześnie nadrodzina:
- Suoidea J.E. Gray, 1821

Opisano również wymarłą nadrodzinę:
- Entelodontoidea Lydekker, 1883

Rodzaje wymarłe o niepewnym statusie taksonomicznym i nie sklasyfikowane w żadnej z powyższych nadrodzin:
- Aksyiria Gabunia, 1973[37] – jedynym przedstawicielem był Aksyiria oligostus Gabunia, 1973
- Wutuhyus Tong Yongsheng & Wang Jingwen, 2006[38] – jedynym przedstawicielem był Wutuhyus primiveris Tong Yongsheng & Wang Jingwen, 2006